# Adam Pawłowski
Adam Pawłowski (né le 22 mars 1992) est un athlète polonais, spécialiste du sprint.
Avec le relais 4 x 100 m, il atteint la finale des Championnats d'Europe d'athlétisme 2014 à Zurich. Sur 100 m, son record est de 10 s 42, obtenu le 29 juillet 2014 à Szczecin en finale des championnats de Pologne.